# 开门杀
开门杀是指機動車上的乘客或司機打開車門後，從機動車旁邊駛過的自行車、電動自行車、摩托車撞上車門的事故，此時非機動車的駕駛員有可能會受傷或死亡。此外电动自行车或摩托车騎車人也有可能在被車門撞倒後遭同向车道后方车辆碰撞或碾压。另外车门突然打开後，車輛一旁的骑手也有可能會為避免撞上車門緊急轉向而撞到了其他车辆、非機動車或者摔倒受傷。如果汽車的車門是推拉門或鷗翼車門，那麼發生開門殺的概率幾乎為0。此外某車輛的車門打開後，該車輛一旁的機動車也有可能撞上車門，而正準備下車的机动车驾驶员或乘客有可能因此受傷或死亡。
为了避免开门時撞到人，司机或乘客在打开车门之前应该查看一下後視鏡或者觀察一下車輛周圍的情況，或者用遠離車門的那個手來開車門，這樣就能迫使自己查看車門周圍的情況。對於非機動車骑手來說，他們應該遠離停著的車輛，因為車輛停止後有人可能會開門下車。